# Portada/article març 25

## Tortellà
Tortellà és un municipi de la comarca de la Garrotxa, situat a l'Alta Garrotxa. És el tretzè municipi més habitat de la comarca, amb 771 habitants (2010) i una extensió d'11,07 km². El poble és a 276 metres sobre el nivell del mar i a 18 quilòmetres d'Olot, 31 de Figueres i 38 de Girona. El terme municipal delimita, començant pel nord i seguint el sentit de les busques del rellotge, amb Sales de Llierca, Argelaguer i Montagut i Oix.
La part més septentrional del terme municipal pertany al PEIN de l'Alta Garrotxa, i és a tres quilòmetres dels grans eixos viaris de la comarca, que connecten Olot amb Girona. La indústria és el sector més important de la població, seguit dels serveis i del sector agrícola. Juntament amb les poblacions limítrofes i Sant Jaume de Llierca forma una agrupació administrativa local anomenada Vall del Llierca. Aquestes poblacions comparteixen afers de mobilitat i de serveis, religiosos i educatius